# Twedter Feld
Das Twedter Feld (dänisch Tved Ager) ist ein Naturschutzgebiet in der schleswig-holsteinischen Stadt Flensburg, in dessen Stadtteil Mürwik, welches östlich an das Gebiet Blocksberg angrenzt und dessen Baumbestand mit dem Fördewald eine Waldfläche bildet. Das Gebiet entspricht nicht dem Mürwiker Gebiet Twedter Mark und auch nicht dem Gebiet Am Fördewald bei der Straße Twedter Feld.

## Lage
Twedter Feld liegt im Osten der Stadt Flensburg, im Stadtteil Mürwik, in dessen Stadtbezirk Friedheim. Es grenzt nach Norden und Westen direkt an die im 20. Jahrhundert entstandene Wohnbebauung des Stadtbezirkes. Das naturbelassene Gebiet besteht aus Wiesen und Baumbestand und ist heute das einzige in der Stadt Flensburg, das als Naturschutzgebiet ausgewiesen ist. Das Naturschutzgebiet besteht vor allem aus dem ehemaligen Standortübungsplatz Twedter Feld sowie der südlich daran angrenzenden, ehemaligen landwirtschaftliche Nutzfläche. Das rund 89 Hektar große Naturschutzgebiet ist mit der Nummer 186 in das Verzeichnis der Naturschutzgebiete des Ministeriums für Landwirtschaft, Umwelt und ländliche Räume eingetragen. Es wurde zum 25. April 2003 ausgewiesen (Datum der Verordnung: 20. März 2003). Das Naturschutzgebiet liegt im großflächigen FFH-Gebiet DE-1123-393 „Küstenbereiche Flensburger Förde von Flensburg bis Geltinger Birk“, wodurch es Teil des europäischen Schutzgebietsnetzes Natura 2000 ist.
Im Nord- und Südosten des Naturschutzgebietes sowie im Süden an der Bundesstraße 199 schließt sich die Teilfläche des Landschaftsteils Waldsiedlung Tremmerup an. Östlich von Twedter Feld liegt der Landschaftsteil Blocksberg. Diese beiden Gebiete wurden offiziell unter der Bezeichnung: „Landschaftsschutzgebiet Bauernwald“ als Landschaftsschutzgebiet zusammengefasst (Vgl. Liste der Landschaftsschutzgebiete in der Stadt Flensburg), obwohl sie nicht miteinander verbunden sind und nicht aus Wald bestehen. Die Bezeichnung Bauernwald ist für diese Gebiete allgemein so nicht verbreitet. Südlich der Bundesstraße befindet sich das Landschaftsschutzgebiet „Landschaftsteil Vogelsang-Trögelsby“.

## Geschichte
Das Gebiet wurde nach dem Ende der Eiszeit von Buchenwald eingenommen. Der Wald wurde im Mittelalter von einwandernden Siedlern genutzt und teilweise abgeholzt. Im Jahr 1587 fand die Bezeichnung Twedter Feld erstmals Erwähnung, wurde aber in der Folgezeit zunächst zur Bezeichnung verschiedener Gebiete bei Twedt genutzt (vgl. Twedter Mark). Am 22. Oktober 1936 erhielt die zum Gebiet Twedter Feld führende die Straße „Twedter Feld“ ihren Namen. Der am Rande des Twedter Felds gelegene alte Bauernhof erhielt die Adresse Twedter Feld 1. Durch die später entstandene Wohnbebauung wurde er vom Twedter Feld abgetrennt.
In der Zeit des Kaiserreiches wurde offenbar am Tremmerupweg der Schießplatz Twedter Feld eingerichtet. Später betrieb die Wehrmacht den Schießplatz Twedter Feld. Als sich in den letzten Tagen des Zweiten Weltkrieges die letzte Reichsregierung in Flensburg-Mürwik niederließ, gehörte Twedter Feld zum sogenannten Sonderbereich Mürwik. Am 5. Mai 1945, kurz vor dem Ende des Krieges, wurden drei Matrosen, Karl-Heinz Freudenthal, Günther Kaellander und Willi Albrecht, die auf der Z 5 Paul Jacobi dienten und am 3. Mai durch Sabotage das Auslaufen des Schiffes verhindern wollten, auf dem Schießplatz Twedter Feld hingerichtet. Am 6. Mai 1945 wurde dort zudem der Kapitänleutnant Asmus Jepsen als Fahnenflüchtiger hingerichtet. Am 11. Mai 1945 wurde dort der Marinesoldat Johann Christian Süß als eines der letzten Opfer der nationalsozialistischen Gewaltherrschaft hingerichtet.
Nach dem Zweiten Weltkrieg ging ein Großteil des Baumbestandes, des Twedter Felds verloren. Die Baumbestände wurden damals als Brennholz genutzt. Der Schießplatz Twedter Feld wurde nach dem Krieg zunächst von der Zollschule Flensburg, die ihren Sitz in der Marineschule Mürwik hatte, genutzt. Nach dem Ende der Zollschule übernahm die Bundeswehr den Schießplatz Twedter Feld. Da das Twedter Feld bis 1994 weiter militärisch genutzt wurde, konnte sich auf natürliche Weise ein Sukzessionswald mit verschiedensten Lebensräumen entwickeln.
Nach dem politischen Wandel der 1990er Jahre im Osten Europas, kam es nach der Wiedervereinigung zur Neustrukturierung des Militärs. Von diesem Prozess waren große Teile der Stadt betroffen, so auch insbesondere der Stützpunkt Flensburg-Mürwik. Das Militär gab in Folge auch die Liegenschaft Twedter Feld sowie das dortige benachbarte Tremmeruper Gelände auf. Ein schmaler Randbereich des Twedter Feldes beim Schießplatz wurde in der Zeit danach bebaut. Dem Flensburger Opfer der NS-Marinejustiz Asmus Jepsen wurde dort zu Ehren der Straßenname Asmus-Jepsen-Weg vergeben. Der dortige Schießstandwall sollte aber erhalten bleiben.
2003 wurde schließlich das Naturschutzgebiet „Twedter Feld“ eingerichtet. Zuständige untere Naturschutzbehörde ist heute die Stadt Flensburg. Die Straße „Twedter Feld“ führt somit heutzutage zum allgemein als „Twedter Feld“ bezeichneten Naturschutzgebiet.

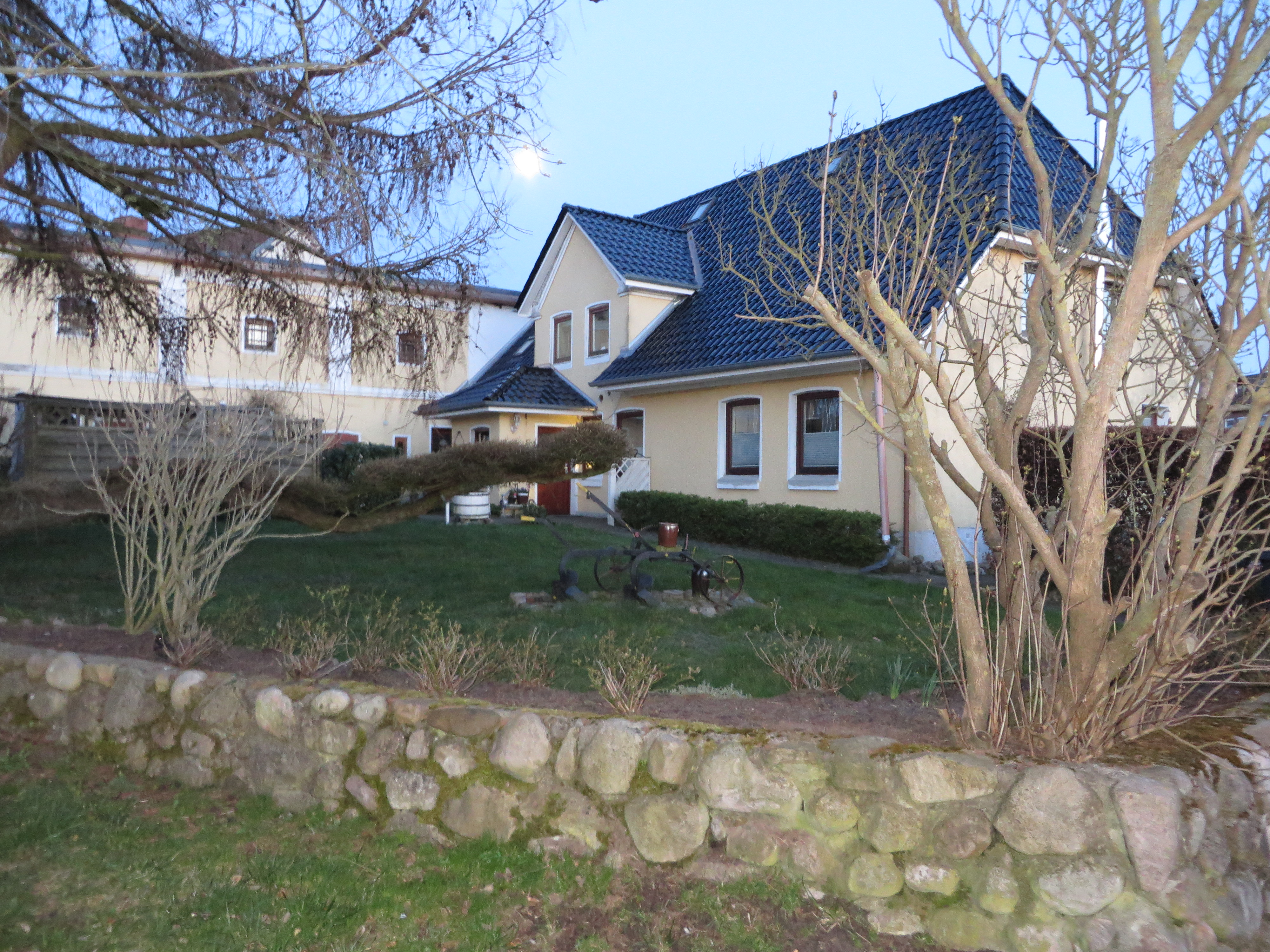
Der Bauernhof Twedter Feld Nr. 1 lieg heute etwas außerhalb des Naturschutzgebietes Twedter Feld.
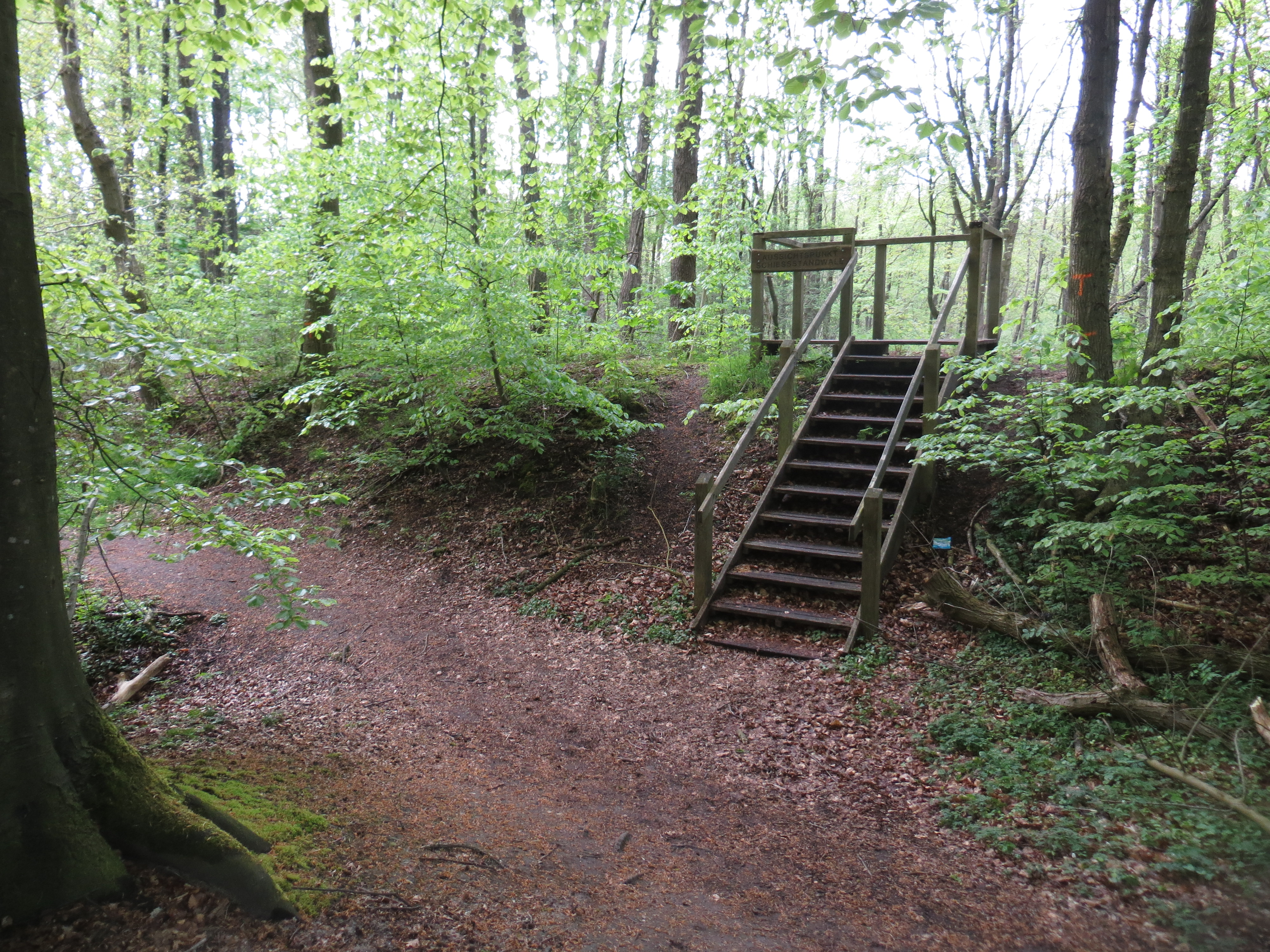
Unweit vom Aussichtspunkt Schiessstandwall, der sich auf einem Schießstandwall aus dem Kaiserreich befindet, fließen der westliche Arm und der östliche Arm der Mühlenbek zusammen.
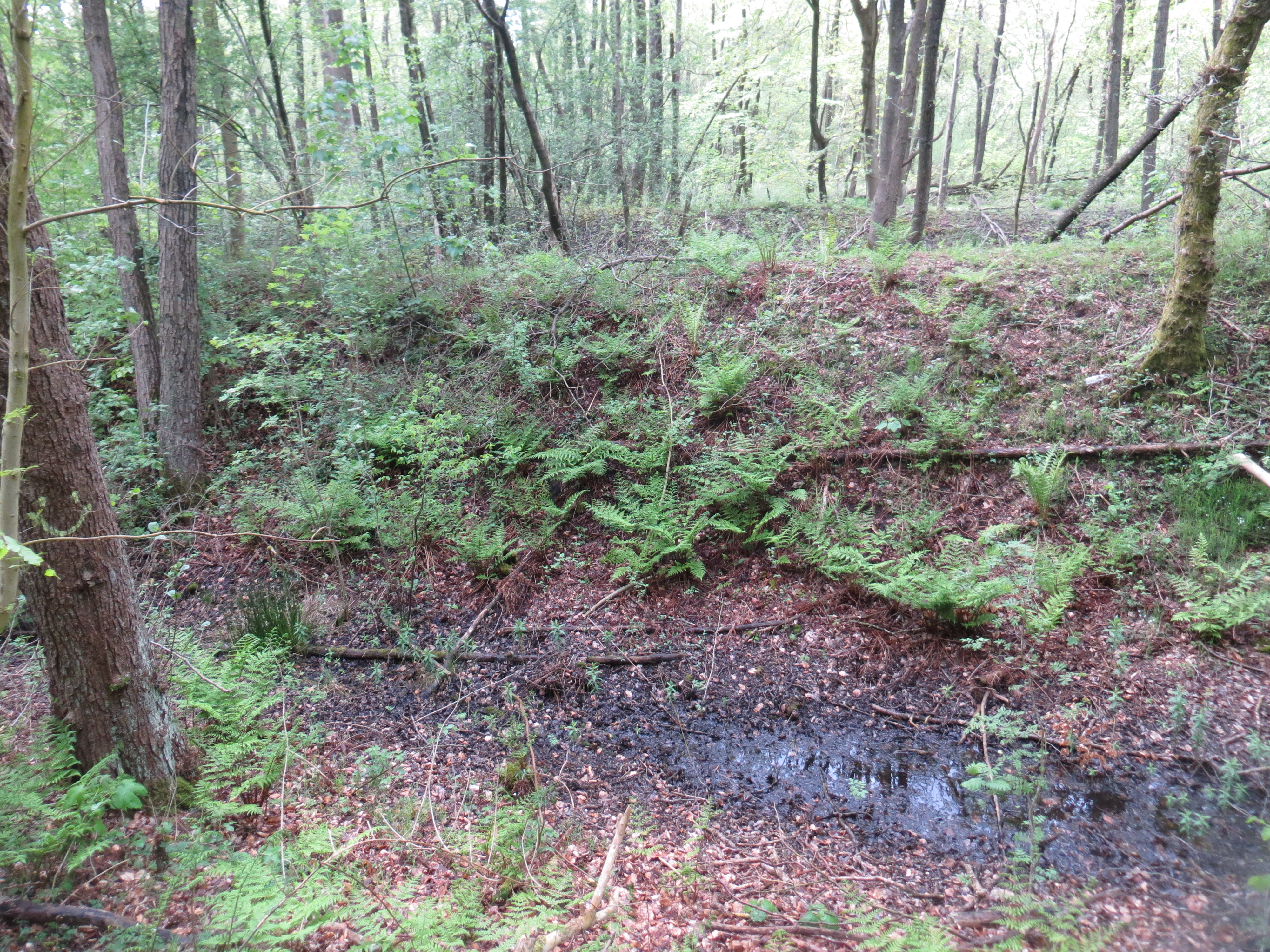
Blick vom Aussichtspunkt Schießstandwall. Vom Aussichtspunkt Schiessstandwall, der sich auf einem Schießstandwall aus dem Kaiserreich befindet, ist das Kerbtal der Mühlenbek betrachtbar.

## Bestände
Das Naturschutzgebiet wird von naturnahen Wäldern, darunter trockenen Eichen-Birkenwälder, Edellaubwald- und Bruchwaldgesellschaften, Sukzessionsflächen und offenen und halboffenen Gras- und Krautfluren mit Heide- und Trockenrasenelementen auf einem während der Weichsel-Eiszeit entstandenen, hügeligen Gelände geprägt. Es liegt zu einem Teil auf einer verwachsenen Binnendüne. Zudem sind feuchte Senken und vermoorte Bereiche zu finden. Mit der Mühlenbek verläuft ein Bach durch das Naturschutzgebiet. Insbesondere im südlichen Teil sind mehrere Kleingewässer zu finden. Der Übergangsbereich vom Wald im Norden zu den offenen Grünlandflächen im Süden des Schutzgebietes wird von Saumgesellschaften eingenommen.
Das Naturschutzgebiet dient zahlreichen Tieren und Pflanzen sowie Pilzen als Lebensraum. So werden im Naturschutzgebiet über 100 Vogelarten beobachtet. Häufige Brutvögel sind Zaunkönig, Blau- und Kohlmeise, Singdrossel, Amsel, Rotkehlchen, Fitis, Buchfink, Mönchsgras-, Gartengras-, Dorngras- und Klappergrasmücke, Trauerschnäpper, Sumpfmeise, Schwanzmeise, Gartenbaumläufer, Bachstelze und Graugans. Daneben lassen sich seltenere Arten wie Bekassine, Waldschnepfe, Waldohreule, Baumfalke, Neuntöter, Sprosser, Braunkehlchen, Rotmilan und Gebirgsstelze beobachten. Weiterhin kommen Großer Brachvogel, Singschwan, Kolkrabe, Dohle, Turmfalke, Rohrweihe, Mäusebussard, Waldkauz, Feldlerche, Rotdrossel, Rohr- und Goldammer, Feldschwirl, Gelbspötter, Grauschnäpper, Gartenrotschwanz, Wiesenpieper, Sumpfrohrsänger, Wintergoldhähnchen, Kleiber und Dompfaff vor.
Amphibien, darunter Moorfrosch, Grasfrosch, Erdkröte, Knoblauchkröte, Teichmolch und Kammmolch besiedeln die feuchten Bereiche und Stillgewässer. Das einzige Laubfroschvorkommen der Stadt Flensburg befindet sich im Naturschutzgebiet „Twedter Feld“. Reptilien sind z. B. durch Wald- und Zauneidechse, Blindschleiche und Ringelnatter vertreten. An Fledermäusen kommen u. a. Braunes Langohr, Zwerg-, Mücken- und Breitflügelfledermaus vor.
Insekten kommen in den unterschiedlichen Lebensräumen des Naturschutzgebietes zahlreich vor, darunter Käfer wie der Moschusbock, Hornissen, Sandbienen, Schwebfliegen wie Hummel-Keilfleckschwebfliege und Hummel-Moderholzschwebfliege, verschiedene Libellenarten, darunter Frühe Adonislibelle und Blutrote Heidelibelle, und Schmetterlinge wie z. B. Aurorafalter, Waldbrettspiel, Kleiner Feuerfalter und Großes Ochsenauge.
Im Naturschutzgebiet lassen sich über 300 Blütenpflanzen und fast 80 Moosarten nachweisen. Darunter sind seltenere Arten wie Grünliche Waldhyazinthe, Hohe Schlüsselblume, Großes Zweiblatt, Sandthymian, Wundklee, Gewöhnliche Kreuzblume, Klappertopf, Sumpfveilchen, Gagelstrauch und unter den Moosen die Graue Zackenmütze.
Die Waldgebiete verfügen über einen hohen Totholzanteil. Das Totholz dient zahlreichen Tieren und Pflanzen als Lebensgrundlage und wird von vielen Pilzen besiedelt.
Die Trocken- und Magerrasenbiotope werden zur Pflege zeitweise mit Schafen beweidet.
Durch das Naturschutzgebiet, das vom Landesverband Schleswig-Holstein des Naturschutzbundes Deutschland betreut wird, verlaufen mehrere Wanderwege, von denen einer als Rundweg angelegt ist. An mehreren Stellen wurden Informationstafeln aufgestellt.